# Belahod, Gadag
Belahod là một làng thuộc tehsil Gadag, huyện Gadag, bang Karnataka, Ấn Độ.